# Lydia Gurley
Lydia Gurley, née le 9 septembre 1984 à Athenry, est une coureuse cycliste irlandaise. Spécialiste de la piste, elle est vice-championne d'Europe de course à l'américaine en 2017.

## Biographie
En 2015, Lydia Gurley devient vice-championne d'Irlande sur route. L'année suivante, elle prend la troisième place du championnat national du contre-la-montre. Toujours en 2016, elle décroche sur piste le titre de championne d'Irlande de poursuite individuelle.
L'année suivante, lors de la course à l'américaine, elle obtient la médaille d'argent aux championnats d'Europe à Berlin avec Lydia Boylan, son premier podium international. En fin d'année, Lydia Boylan et Lydia Gurley sont honorées par la Fédération irlandaise de cyclisme pour leur performance aux championnats d'Europe sur piste avec le Prix de l'Excellence « Outstanding Achievement Award ».

## Palmarès sur route

### Par années
- 2015
  - 2e du championnat d'Irlande sur route
- 2016
  - 3e du championnat d'Irlande du contre-la-montre

### Classements mondiaux
| Année                                 | 2015 | 2016 | 2017 | 2018 |
| ------------------------------------- | ---- | ---- | ---- | ---- |
| Classement UCI                        | 397e | 579e | 669e | 470e |
|                                       |      |      |      |      |
| Légende : nc = non classéSource : UCI |      |      |      |      |

## Palmarès sur piste

### Championnats du monde
- Hong Kong 2017
  - 10e de l'américaine (avec Lydia Boylan)
  - 15e de la course aux points
  - 15e du scratch
- Apeldoorn 2018
  - 9e de l'américaine[2]
  - 15e du scratch[3]
  - 16e de la course aux points[4]
- Pruszków 2019
  - 12e du scratch

### Coupe du monde
- 2016-2017
  - 3e du scratch à Cali
- 2019-2020
  - 3e du scratch à Cambridge

### Championnats d'Europe
| Édition / Épreuve | Américaine |
| Berlin 2017       | Argent     |

### Championnats nationaux
- 2016
  -  Championne d'Irlande de poursuite